# Фарінг

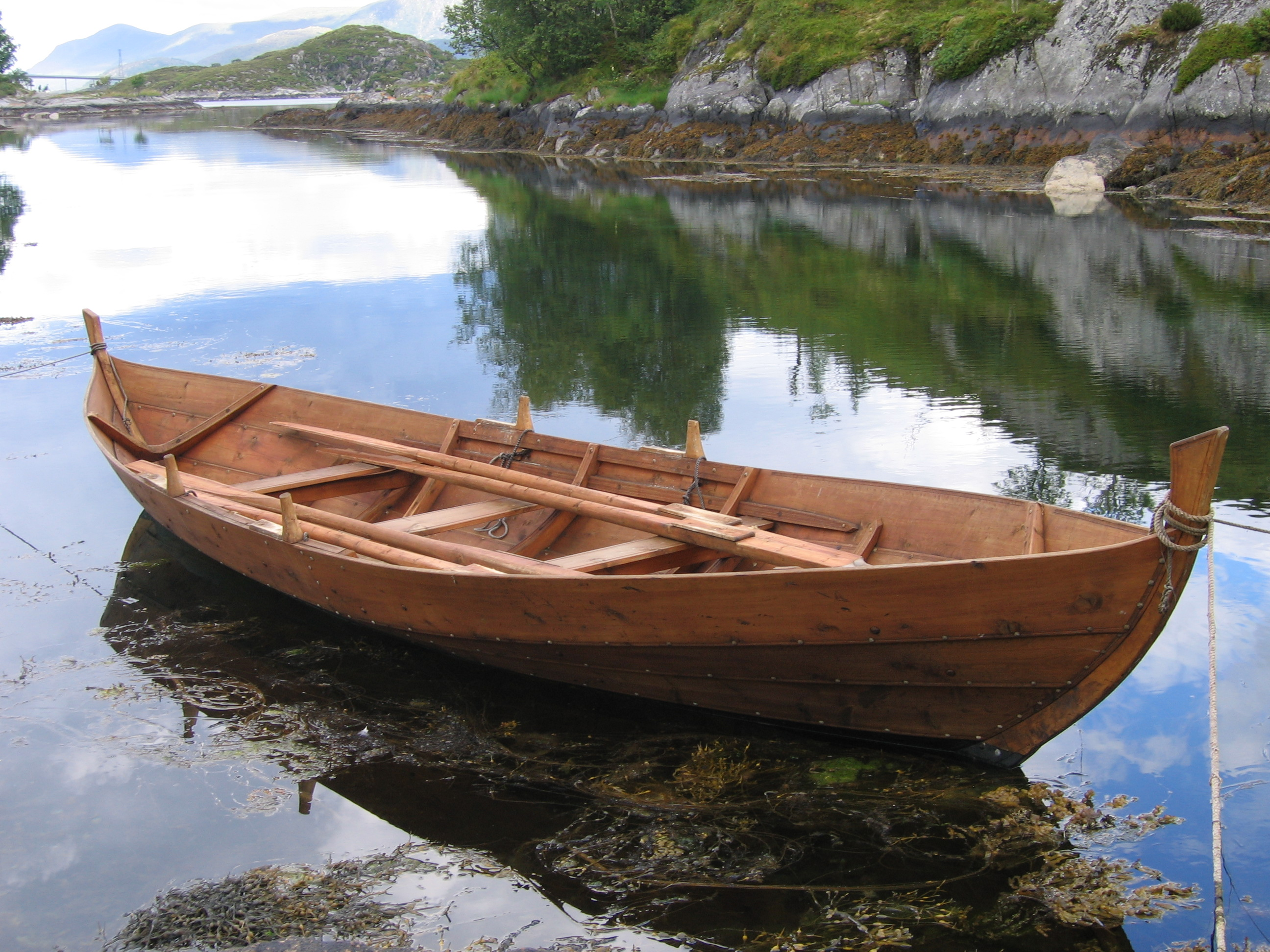
Фарінг в прибережному музеї Herøy, Møre og Romsdal, Норвегія.

Фарінг (норв. Færing) — традиційний скандинавський невеликий весловий човен, довжиною приблизно 5–6 м. Використовується для риболовлі та транспортування людей і приводиться в рух переважно за допомогою весел, але іноді озброюється вітрилом на зйомній щоглі.

## Етимологія і семантика

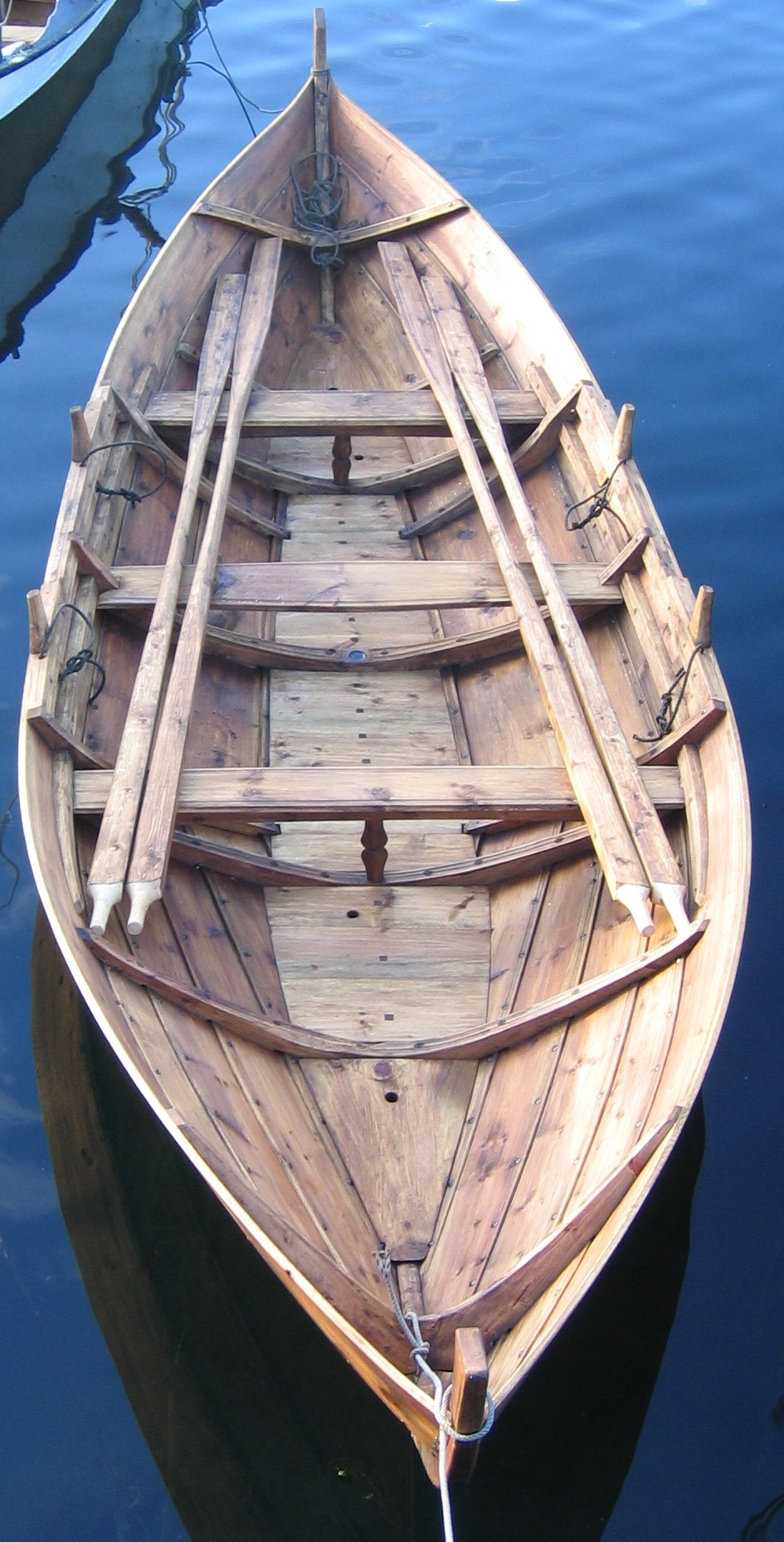
Вид зверху.

Назва човна походить від норвезької færing (давньоскандинавською Feræringr), що означає чотири весла. Човни типу фарінг з регіону Ус в Гордаланні іноді називають уселвар.

## Історія
Цей тип човна сягає часів доби вікінгів у Норвегії. Гокстадський човен, датований IX століттям, нагадує фарінгі, які досі використовуються в західній і північній Норвегії, що свідчать про давню традицію будівництва таких човнів. В 1920 році на острові Нелансея поруч з великим 13-метровим Квалсунським кораблем було знайдено менший, 9,5 — метровий човен VIII століття, що отримав назву Квалсунський фарінг.
Єдина суттєва відмінність між стародавніми і сучасними човнами полягає в заміні бічного весельного стерна на кормове. Вони продовжують використовуватись в сучасній Норвегії як невеликі рибальські судна і іноді беруть участь у перегонах.
Завдяки торгівлі ікрою (ікрою тріски в розсолі) між Норвегією та Францією, в часи вилову сардини за допомогою прямих сіток фарінгі набули поширення у Франції (зокрема в Дуарнене і Руані).

## Опис

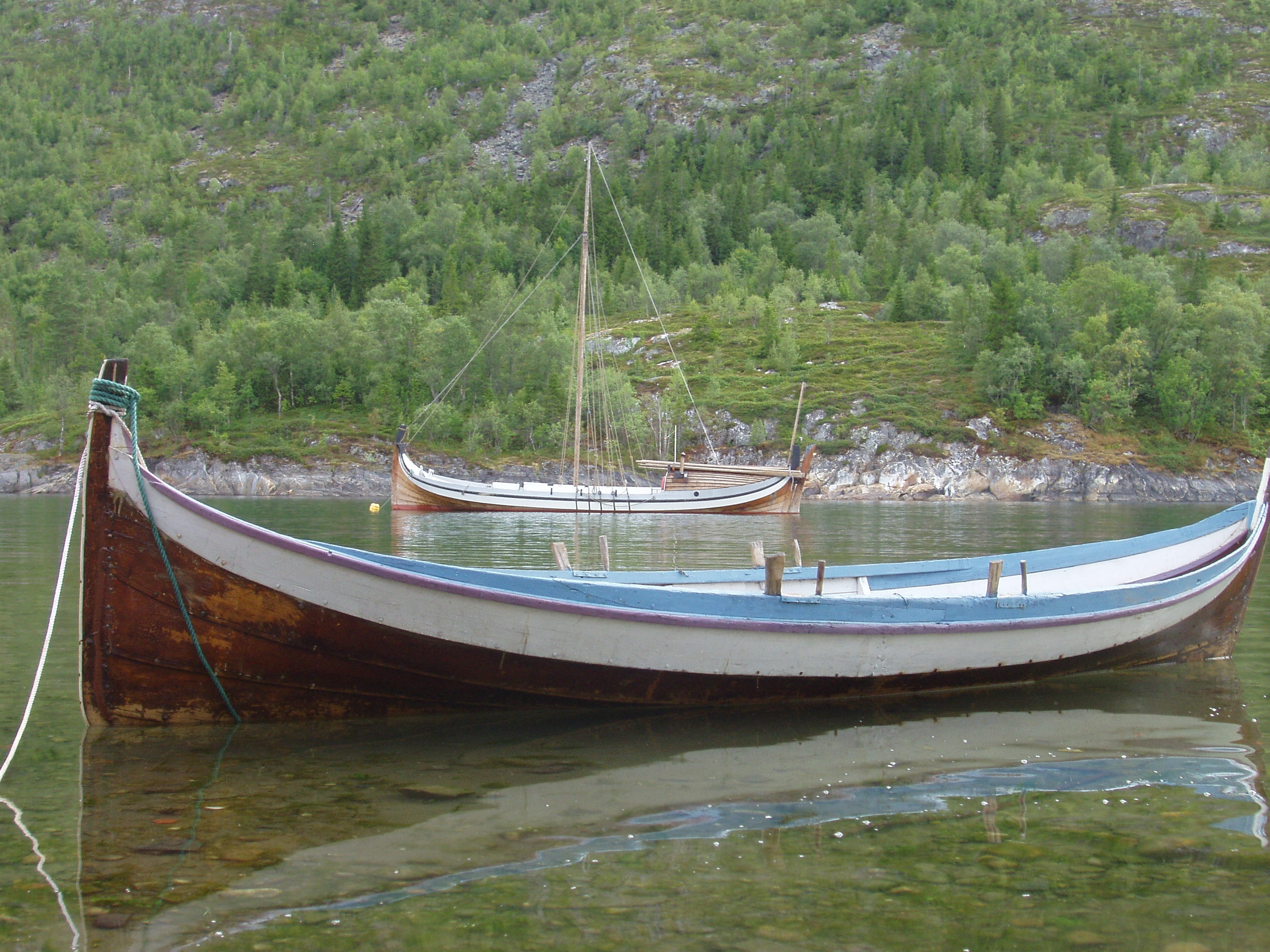
Нурланський фарінг (на передньому плані)

Корпус човна обшитий за традиційною для скандинавських суден клінкерною технологією (внапусток). Його довжина може варіюватися від 5 до 6 метрів. Човен має майже симетричну конструкцію, з низькими бортами і високо піднятими штевнями.
Цей тип човна приводився в рух за допомогою весел, а іноді і вітрила, яке встановлювалось на зйомній щоглі. Історично склалося так, що фарінг в основному використовувався для веслування, оскільки через географічну конфігурацію фіордів, по яким плавають ці човни, напрямок та інтенсивність вітру не дуже постійними. У випадку встановлення щогли, човен зазвичай озброювали головним вітрилом (гротом) і стакселем. Стародавні човни були оснащені різними типами вітрил, від прямих до люгерних і шпринтових.
Для виготовлення човнів переважно використовується деревина сосни, яка дуже поширена в скандинавських країнах. Обводи фарінга дуже гармонійні, що полегшує плавання. Корпус і деталі судна зазвичай не декоруються.

## Репліка в Україні
В серпні 2022 року в парку історичної реконструкції Городище Оствиця у Рівному виготовили і спустили на воду реконструкцію скандинавського фарінга — човен Laisve (з литовської — Свобода). Над реконструкцією човна майстри працювали понад тридцять днів. Співавтором відтвореного човна є Литовська місія військових тренерів.

## Галерея

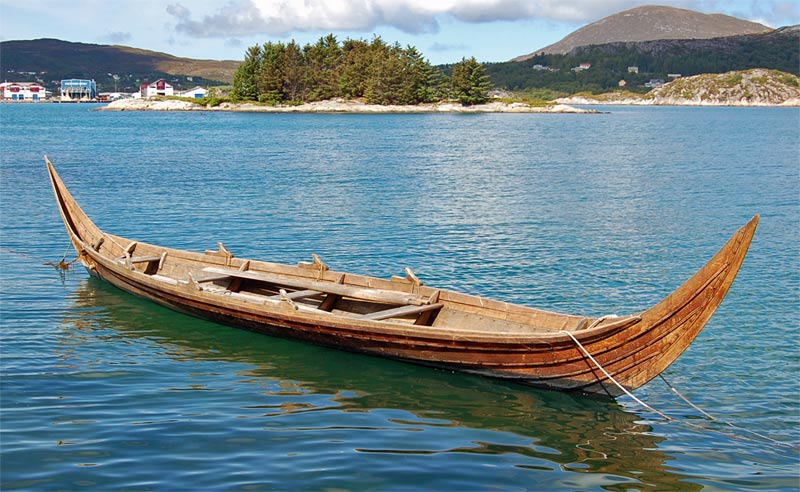
Реконструкція квалсунського фарінга - човна VIII століття, знайденого в 1920 році поруч з Квалсунським кораблем на острові Нелансея
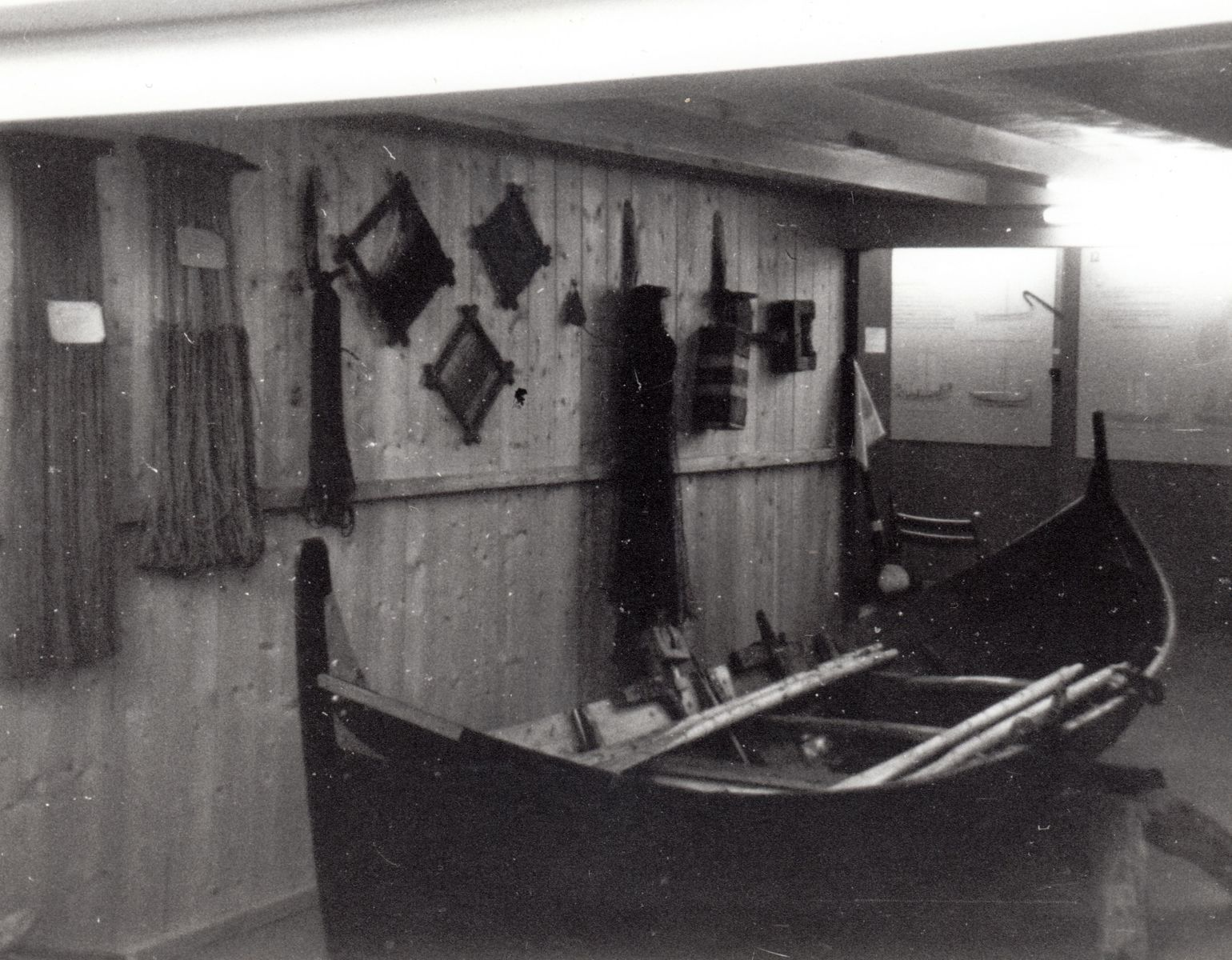
Фарінг krumstemning (поширений у Hålogaland до початку XIX століття) у Nordlandsmuseet у Bodø
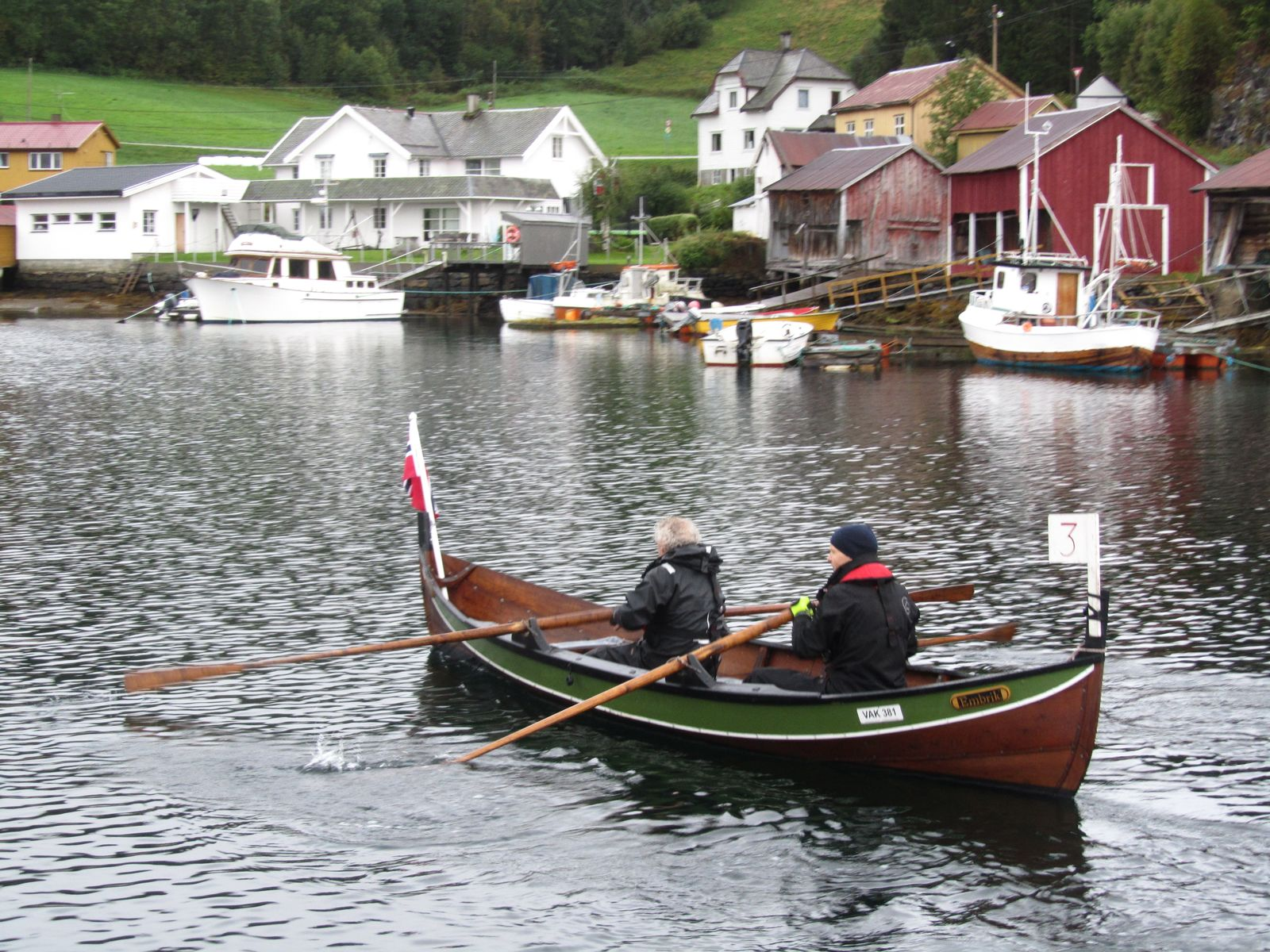
Риболовля під час семінару Råsegl 2015 у Valsøyfjorden.
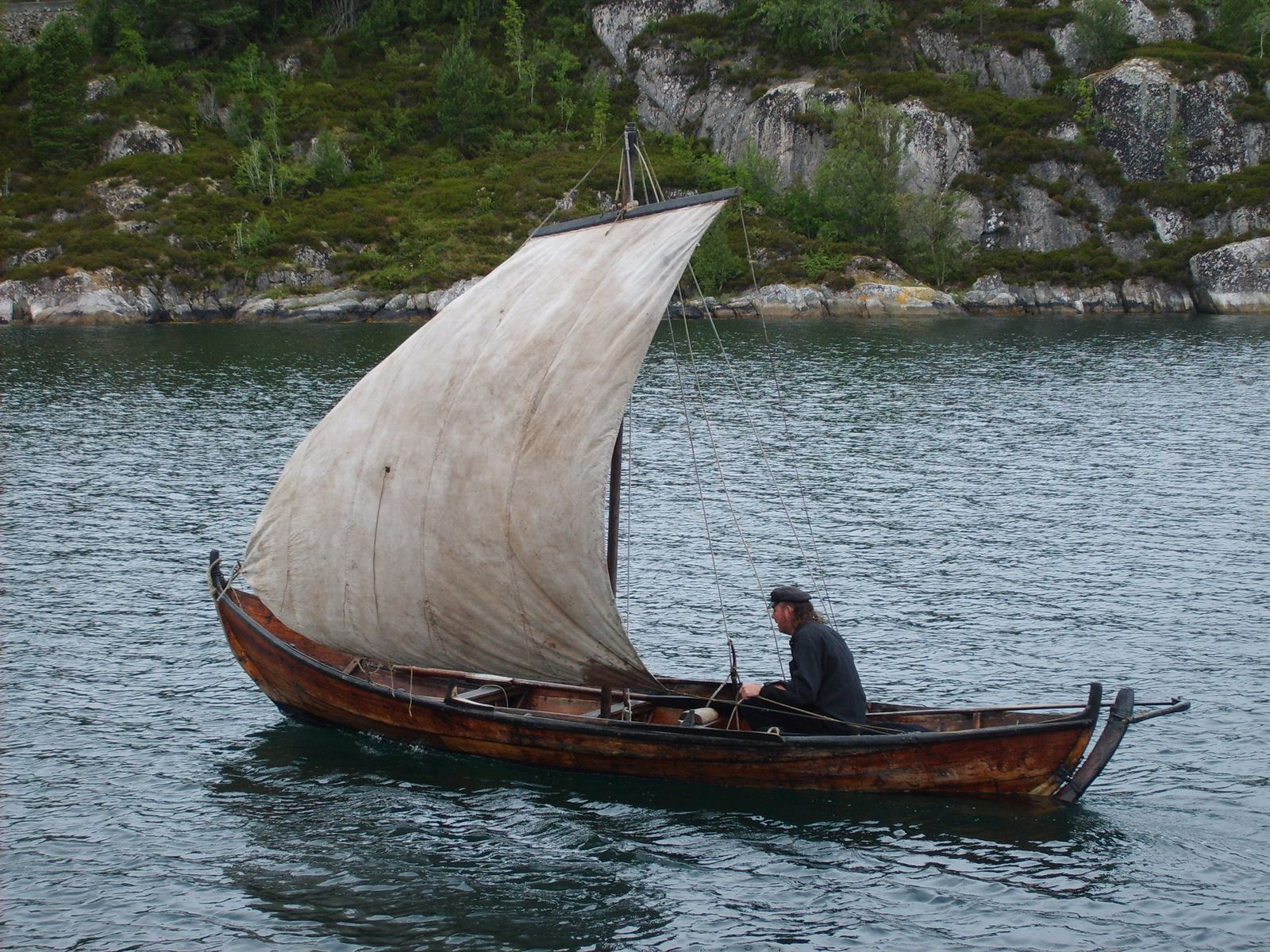
Фарінг «Glomstadgeita».
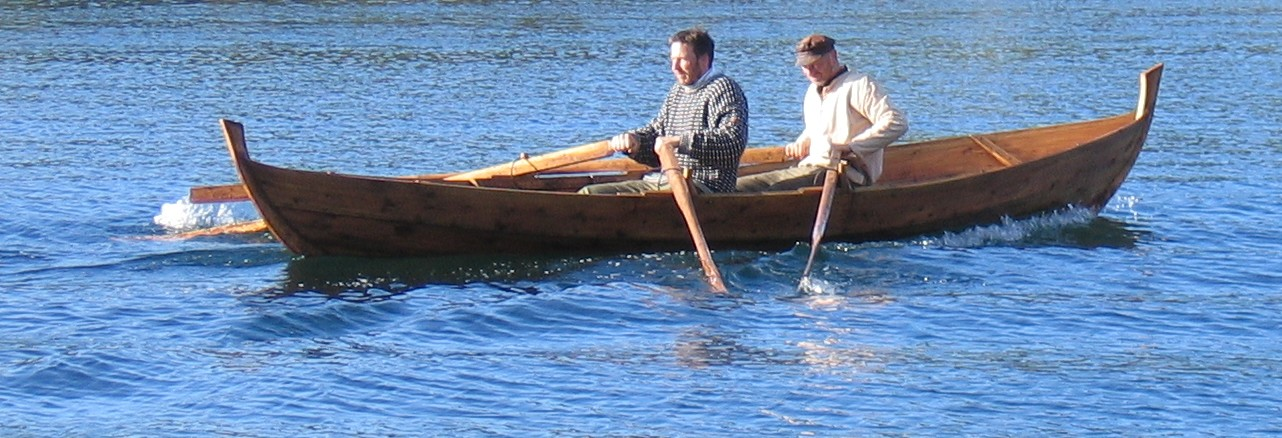
Фарінг в Sunnmørs з двома веслувальникми
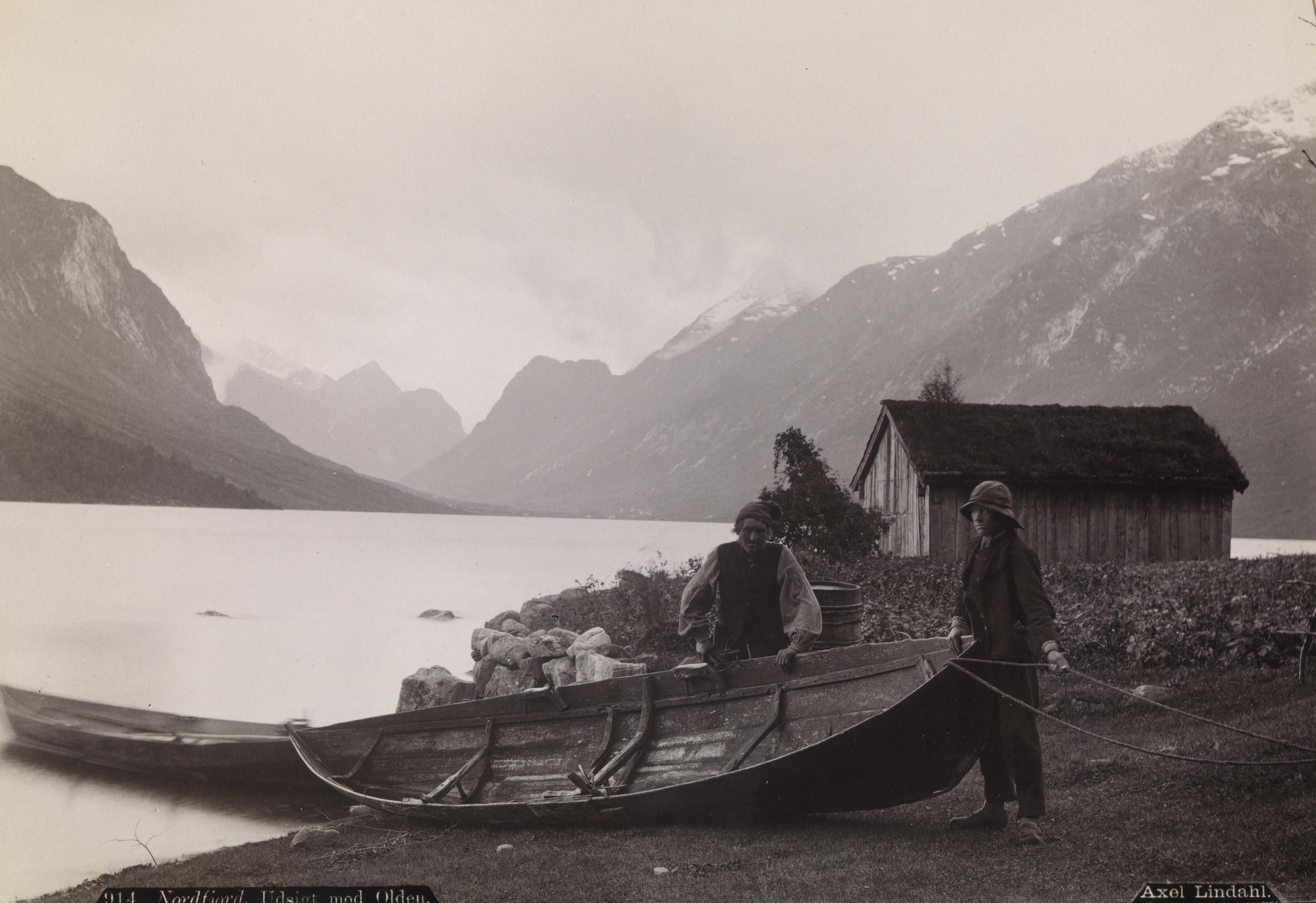
Фарінг у Стріні в Nordfjord, з видом на Olden, між 1880 і 1890 роками.
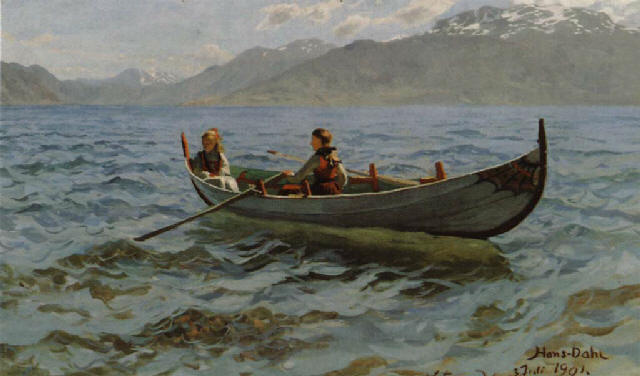
Фарінг в Балестранді; картина Ганса Даля
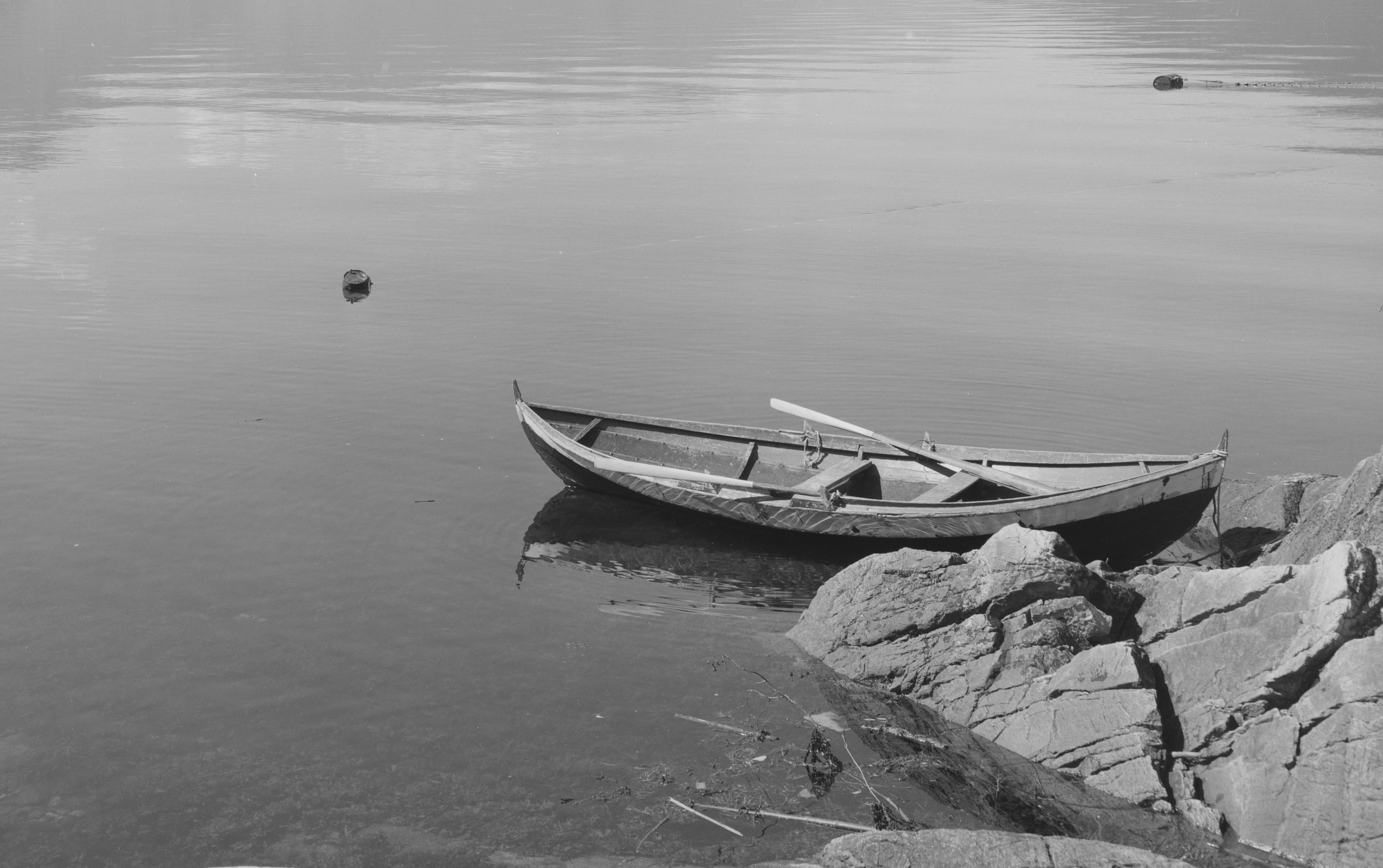
Фарінг у Sognefjorden
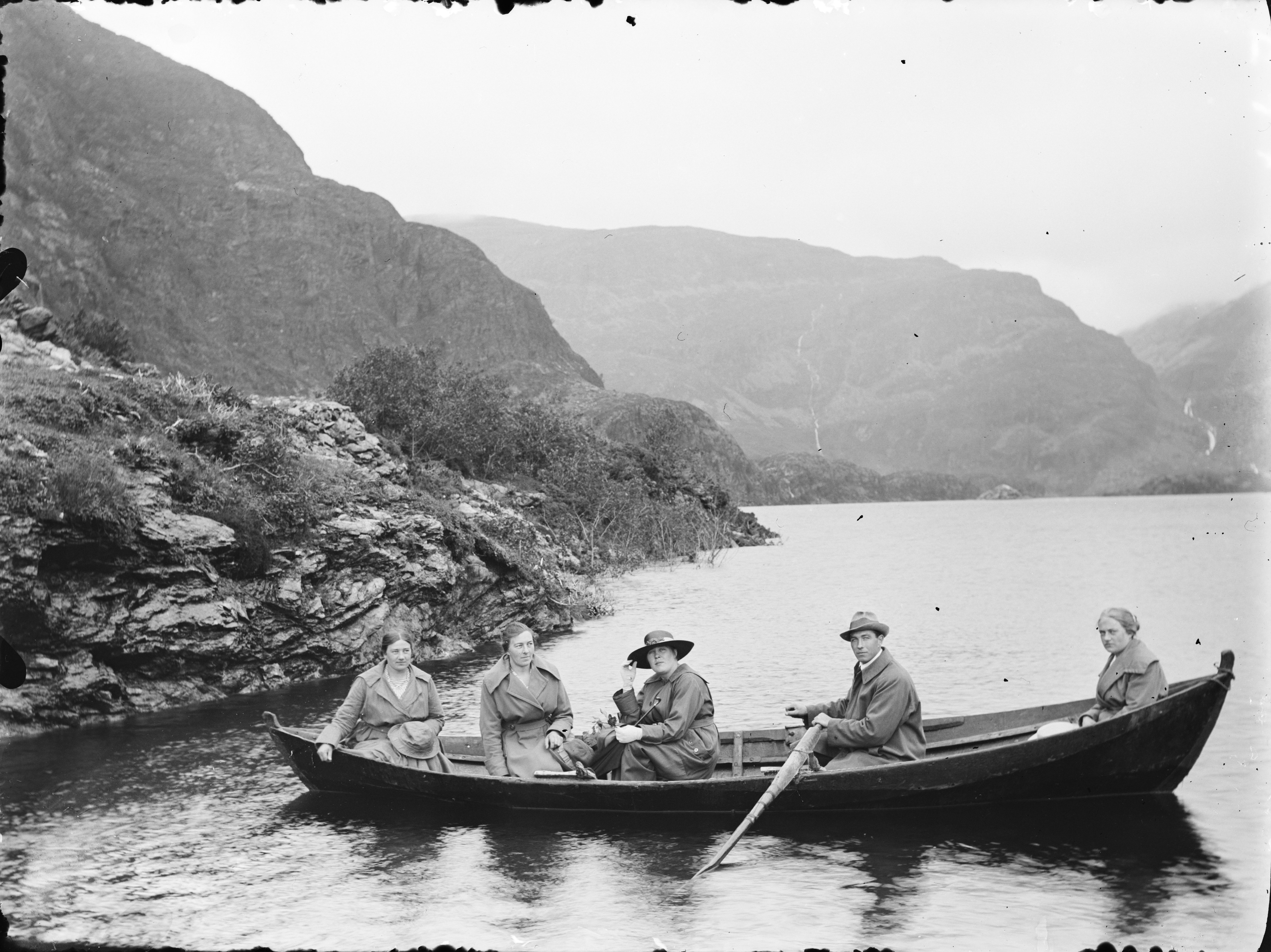
Фарінг, що використовується як прогулянковий човен.
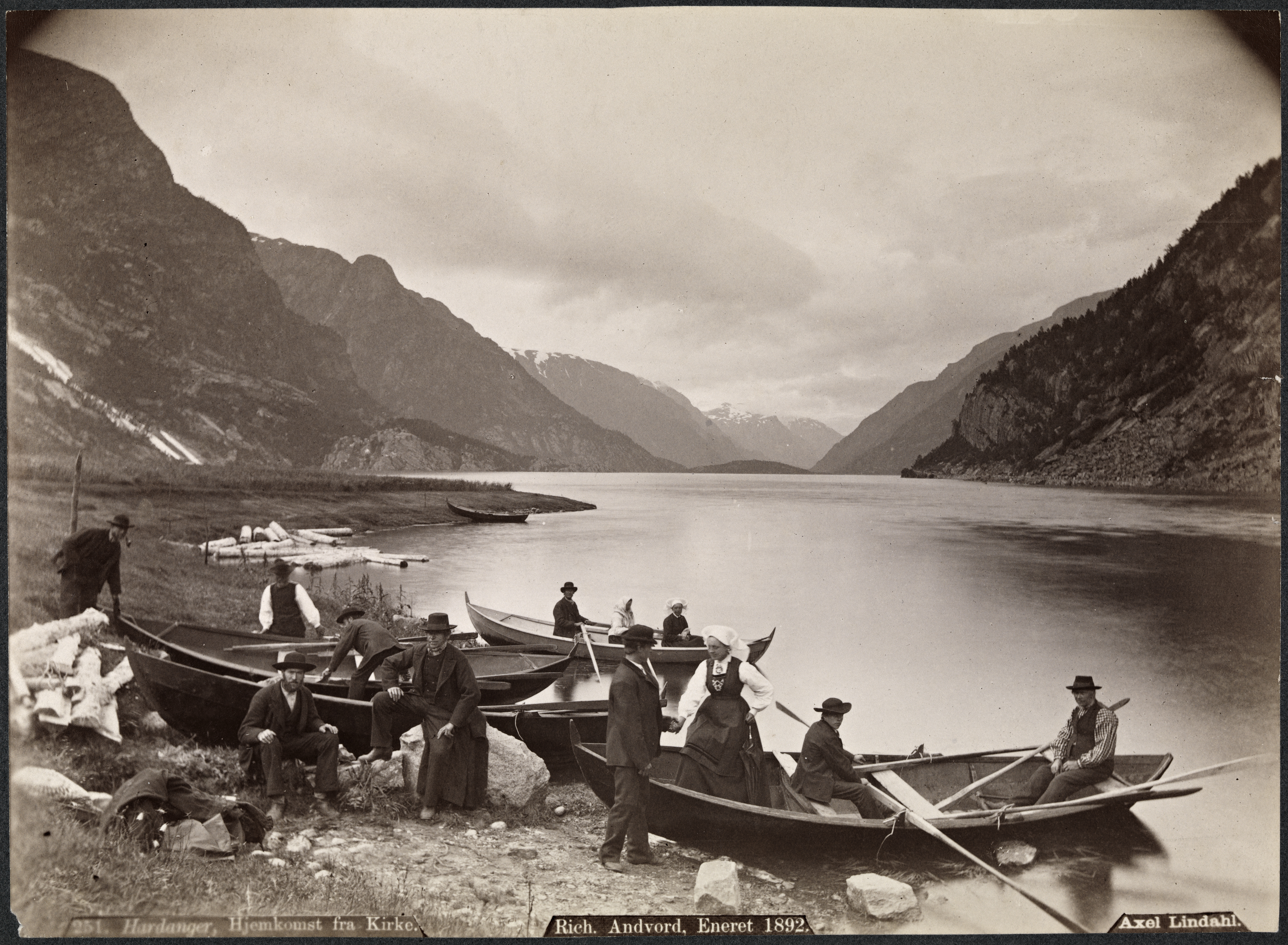
Хардангера у 1892 році. Прихожани прибувають на фарінгах
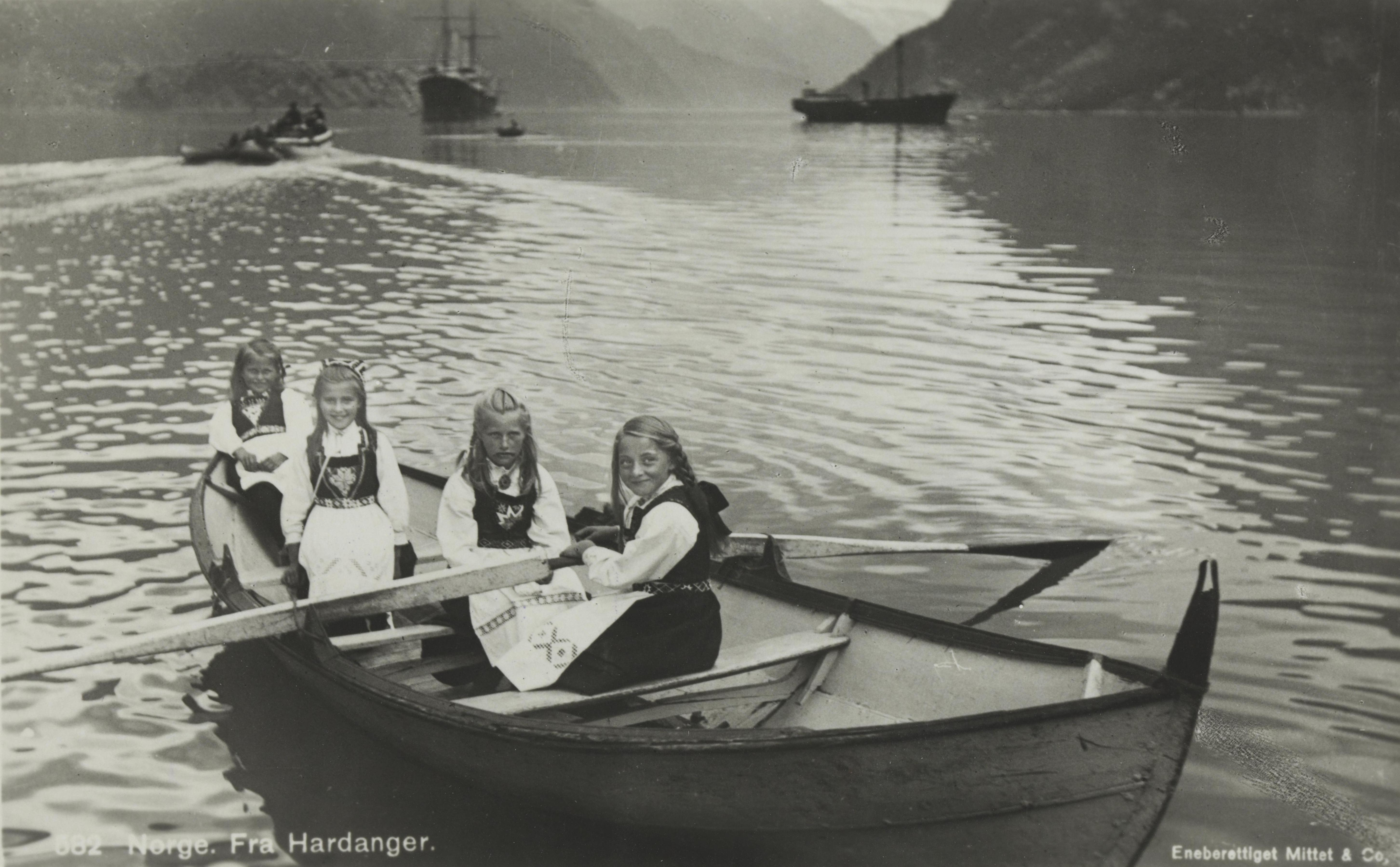
Дівчата на фарінгу у Хардангері.
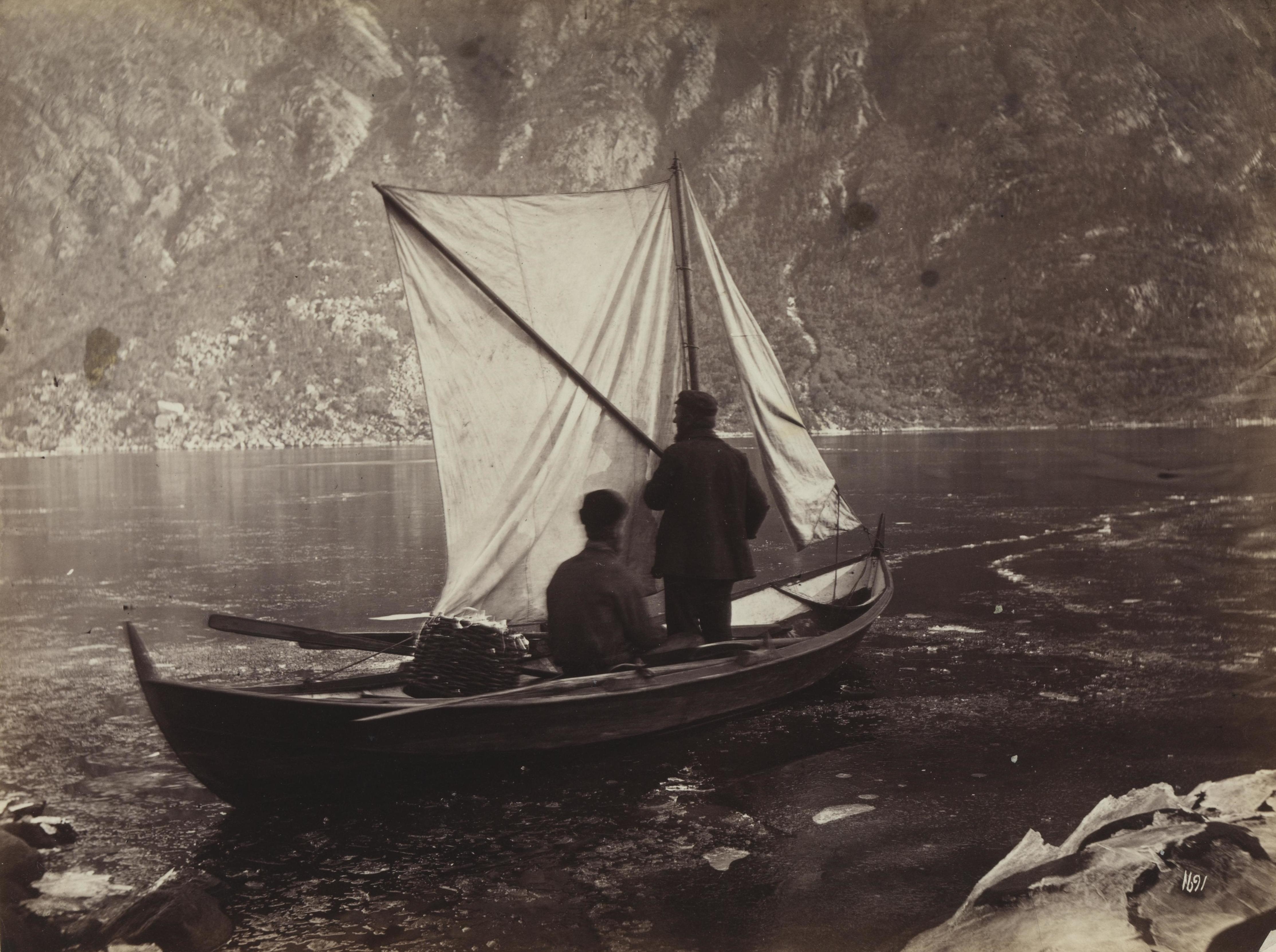
Фарінг з шпринтовим вітрилом і стакселем в Хардангері.